# Incidents in the Life of a Slave Girl
Incidents in the Life of a Slave Girl, geschreven door Harriet Jacobs onder het pseudoniem Linda Brent, is een autobiografie gepubliceerd in 1861. Jacobs, een voormalige slaaf, beschrijft haar leven als slaaf, haar strijd voor vrijheid en haar inspanningen om haar kinderen te beschermen tegen verkoop. De publicatie werd mogelijk gemaakt door redacteur L. Maria Child en verscheen na Jacobs' ontsnapping naar New York.
Harriet Jacobs werd geboren in 1813 en groeide op in slavernij in North Carolina. Na een traumatische ervaring met een seksueel gewelddadige eigenaar, verstopte Jacobs zich zeven jaar in een kruipruimte. Ze ontsnapte in 1842 naar New York. Haar broer, John S. Jacobs, was actief in abolitionistische kringen. Incidents belicht gender- en rassenkwesties, waarbij Jacobs de strijd en seksuele mishandeling van vrouwelijke slaven verkent. Het boek is gericht op witte noordelijke vrouwen, oproepend tot begrip voor de gruwelen van slavernij.
Ondanks Jacobs' vrees voor minachting werd het boek goed ontvangen binnen abolitionistische netwerken. In 1862 verscheen een Britse editie, gevolgd door verschillende onofficiele drukken. Hoewel Incidents aanvankelijk werd vergeten, leidde de hernieuwde interesse in vrouwen- en minderheidskwesties tijdens de burgerrechtenbeweging van de jaren zestig tot herontdekking.  Een onderzoek van Jean Fagan Yellin uit de jaren tachtig maakte zelfs de claim dat het boek hoogwaardige litteratuur was, en nieuwe edities verschenen in de nasleep van dit onderzoek. 